# Bacopa cochlearia
Bacopa cochlearia är en grobladsväxtart som först beskrevs av Huber, och fick sitt nu gällande namn av L. B. Smith. Bacopa cochlearia ingår i släktet tjockbladssläktet, och familjen grobladsväxter. Inga underarter finns listade i Catalogue of Life.